# Hiperoxia
La hiperoxia es el exceso de oxígeno o niveles más altos de lo normal en la presión parcial del oxígeno.
En medicina, se refiere al exceso de oxígeno en pulmones o tejidos corporales, que puede ser causada por la inhalación de aire u oxígeno a presiones más altas que la presión atmosférica normal. Este exceso de oxígeno puede llevar a una intoxicación por oxígeno.
En el medio ambiente, se refiere al exceso de oxígeno en un cuerpo de agua u otro hábitat.